# HALF TONE SMILE
『HALF TONE SMILE』（ハーフ トーン スマイル）は、米川英之が1994年3月20日にリリースした2枚目のアルバムである。

## 解説
- バップ移籍後最初にリリースされたアルバム作品。
- NTVのテレビドラマ、「同窓会」イメージソングを収録。
- 2曲目『君よ、夢を語れ』は、日本テレビ系列で放送されていた実況中継番組「全日本プロレス中継30」1994年4月 - 5月期エンディング曲に使用された（1994年3月27日〈26日深夜〉 - 5月22日〈21日深夜〉）。
- 現在CDは廃盤となっているが、iTunes Storeのデジタル・ダウンロードでの購入が可能となっている。

## 収録曲
| 全作曲: 米川英之。 |                                                  |                |            |                    |
| #                  | タイトル                                         | 作詞           | 作曲・編曲 | 編曲               |
| 1.                 | 「Paradox」(ホーンアレンジ：小林正弘)            | 加藤健         | 米川英之   | 米川英之           |
| 2.                 | 「君よ、夢を語れ」                               | 加藤健         | 米川英之   | 米川英之           |
| 3.                 | 「涙は君に似合わない」(ホーンアレンジ：小林正弘) | 加藤健         | 米川英之   | 米川英之           |
| 4.                 | 「届かないBirthday Song」                        | 加藤健         | 米川英之   | 米川英之           |
| 5.                 | 「堕ちた天使の夜」(ホーンアレンジ：小林正弘)     | 加藤健         | 米川英之   | 米川英之           |
| 6.                 | 「君の空 僕の海」                                | 加藤健         | 米川英之   | 難波弘之・米川英之 |
| 7.                 | 「My Final Lady」                                | 加藤健・高橋誠 | 米川英之   | 米川英之           |
| 8.                 | 「時の残像」(ホーンアレンジ：小林正弘)           | 加藤健         | 米川英之   | 米川英之           |
| 9.                 | 「Everlasting」                                  | 加藤健         | 米川英之   | 米川英之           |
| 10.                | 「同窓会」                                       | 井沢満         | 米川英之   | 難波弘之・米川英之 |

## 楽曲解説
1. Paradox
2. 君よ、夢を語れ
3. 涙は君に似合わない
4. 届かないBirthday Song
5. 堕ちた天使の夜
6. 君の空 僕の海
2ndシングル『同窓会』のカップリング曲。
7. My Final Lady
8. 時の残像
9. Everlasting
10. 同窓会
2ndシングル『同窓会』のタイトル曲。